# Округ Лаклид (Мисури)
Лаклид (енгл. Laclede County) је округ у америчкој савезној држави Мисури.

## Демографија
По попису из 2010. године број становника је 35.571, што је 3.058 (9,4%) становника више него 2000. године.
| Група             | 2000.          | 2010.          |
| Белци             | 31.296 (96,3%) | 33.596 (94,4%) |
| Афроамериканци    | 138 (0,4%)     | 241 (0,7%)     |
| Азијати           | 95 (0,3%)      | 156 (0,4%)     |
| Хиспаноамериканци | 401 (1,2%)     | 719 (2,0%)     |
| Укупно            | 32.513         | 35.571         |